# Johann Jakob Hess (Ägyptologe)
Johann Jakob Hess (auch Jean-Jacques Hess; * 11. Januar 1866 in Freiburg im Üechtland; † 29. April 1949 in Zürich) war ein Schweizer Ägyptologe, Assyriologe und Arabist.
Johann Jakob Hess wurde als Sohn des Tischlermeisters und Handelsreisenden Casimir Balthasar Jacques Hess und der Josephine-Marie, geborene Rudolf, in Freiburg geboren. Hess studierte in Berlin und Strassburg Ägyptologie, Assyriologie, Semitistik und Sinologie. Nach dem Doktorat wirkte er von 1889 bis 1891 als Privatdozent und von 1891 bis 1908 als Professor für Ägyptologie und Assyriologie an der Universität Freiburg. Diese Lehrtätigkeit wurde durch eine Reise nach Ägypten und Nubien sowie einen vierjährigen Aufenthalt in Kairo unterbrochen. Ab 1908 war Hess im Survey Department der britischen Regierung in Ägypten tätig. Daneben bereiste er den Vorderen Orient und profilierte sich als Kenner der historischen Geografie und Ortsnamenkunde. 1918 folgte er einem Ruf an die Universität Zürich, wo er bis zu seiner Emeritierung 1936 als Extraordinarius für «lebende orientalische Sprachen und islamitische Kulturen» tätig war. Hess führte die moderne Dialektologie in die Arabistik ein.
Johann Jakob Hess war zweimal verheiratet. Mit der Zeichnerin Sophie von Wyss (1874–1951) hatte er die gemeinsame Tochter Hildegund Louise.

## Schriften
- Der demotische Teil der dreisprachigen Inschrift von Rosette. Universitæts-Buchhandlung (B. Veith), Freiburg (Schweiz) 1902.
- Beduinennamen aus Zentralarabien (= Sitzungsberichte der Heidelberger Akademie der Wissenschaften. Philosophisch-Historische Klasse. 1912, Abh. 19, ISSN 0017-9574). Winter, Heidelberg 1912.
- Von den Beduinen des innern Arabiens. Erzählungen, Lieder, Sitten und Gebräuche. Niehans, Zürich u. a. 1938.